# Bengt Wimnell
Bengt Åke Gunnar Wimnell, född den 16 oktober 1930 i Gustav Vasa församling i Stockholm, död den 14 december 2013 i Kungsholms församling i Stockholm, var en svensk militär.
Wimnell tog studentexamen vid Enskilda gymnasiet i Stockholm. Han blev officer vid Stockholms luftvärnsregemente 1954 och kapten i fortifikationen 1963. Han var fortifikationsbefälhavare i Gotlands kustartilleriförsvar under 1964 och detaljchef vid Befästningsinspektionen i Försvarsstaben 1964–1968. Åren 1968–1974 var han kurschef vid Militärhögskolan, 1970 befordrad till major och 1972 till överstelöjtnant. Han var sektionschef i Projektbyrån vid Fortifikationsförvaltningen 1974–1978 och sektionschef vid staben i Övre Norrlands militärområde 1978–1980, befordrad till överste 1979. Åren 1980–1990 tjänstgjorde han åter vid Fortifikationsförvaltningen: som överingenjör och byråchef 1980–1985, som chef för Studieavdelningen 1985–1987 och som chef för Produktionsledningen 1987–1990. År 1985 befordrades han till överste av första graden. Han var expert vid Försvarsdepartementet 1990–1998.
Bengt Wimnell invaldes 1980 som ledamot av Kungliga Krigsvetenskapsakademien.
Som pensionär bodde Wimnell på Kungsholmen i Stockholm och var engagerad i Kungsholmens kultur- och hembygdsförening och höll stadsvandringar och seminarier där han berättade om Stockholms byggnader, historia och kultur. Han var även kyrkopolitiskt engagerad som partipolitiskt obunden.